# Christophe Reymond
Pour les articles homonymes, voir Reymond.
 (avril 2024).
 (avril 2024).
La mise en forme du texte ne suit pas les recommandations de Wikipédia : il faut le « wikifier ».
Les points d'amélioration suivants sont les cas les plus fréquents. Le détail des points à revoir est peut-être précisé sur la page de discussion.
- Les titres sont pré-formatés par le logiciel. Ils ne sont ni en capitales, ni en gras.
- Le texte ne doit pas être écrit en capitales (les noms de famille non plus), ni en gras, ni en italique, ni en « petit »…
- Le gras n'est utilisé que pour surligner le titre de l'article dans l'introduction, une seule fois.
- L'italique est rarement utilisé : mots en langue étrangère, titres d'œuvres, noms de bateaux, etc.
- Les citations ne sont pas en italique mais en corps de texte normal. Elles sont entourées par des guillemets français : « et ».
- Les listes à puces sont à éviter, des paragraphes rédigés étant largement préférés. Les tableaux sont à réserver à la présentation de données structurées (résultats, etc.).
- Les appels de note de bas de page (petits chiffres en exposant, introduits par l'outil «  Source ») sont à placer entre la fin de phrase et le point final[comme ça].
- Les liens internes (vers d'autres articles de Wikipédia) sont à choisir avec parcimonie. Créez des liens vers des articles approfondissant le sujet. Les termes génériques sans rapport avec le sujet sont à éviter, ainsi que les répétitions de liens vers un même terme.
- Les liens externes sont à placer uniquement dans une section « Liens externes », à la fin de l'article. Ces liens sont à choisir avec parcimonie suivant les règles définies. Si un lien sert de source à l'article, son insertion dans le texte est à faire par les notes de bas de page.
- La présentation des références doit suivre les conventions bibliographiques. Il est recommandé d'utiliser les modèles {{Ouvrage}}, {{Chapitre}}, {{Article}}, {{Lien web}} et/ou {{Bibliographie}}. Le mode d'édition visuel peut mettre en forme automatiquement les références.
- Insérer une infobox (cadre d'informations à droite) n'est pas obligatoire pour parachever la mise en page.

Pour une aide détaillée, merci de consulter Aide:Wikification.
Si vous pensez que ces points ont été résolus, vous pouvez retirer ce bandeau et améliorer la mise en forme d'un autre article.
 (avril 2021).
Si vous disposez d'ouvrages ou d'articles de référence ou si vous connaissez des sites web de qualité traitant du thème abordé ici, merci de compléter l'article en donnant les références utiles à sa vérifiabilité et en les liant à la section « Notes et références ».
 (février 2024).
Christophe Reymond de Witt est un acteur et metteur en scène français.

## Filmographie

### Cinéma
- 1994 : En avoir ou pas de Laetitia Masson
- 1998 : C'était là depuis l'après-midi de Stéphane Metge
- 1999 : Le conte de la montagne de Daisy Lamotte
- 1999 : Peut-être de Cédric Klapisch
- 2000 : Mon père, il m'a sauvé la vie de José Giovanni
- 2001 : Les Boîtes noires d'Olivier Py
- 2001 : Là-haut, un roi au-dessus des nuages de Pierre Schoendoerffer
- 2005 : Les Chevaliers du ciel de Gérard Pirès
- 2007 : La Fabrique des sentiments de Jean-Marc Moutout
- 2007 : À côté de Muriel Breton
- 2008 : Je ne dis pas non d'Iliana Lolic
- 2009 : Icara d'Alejandra Rojo
- 2010 : Les grandes forêts de Frédéric Gelaff
- 2011 : Folks de Frédéric Gelaff
- 2011 : Urgentistes de Jean Anouilh
- 2011 : Les rites de Mathieu Taponier. Prix du jeune public au festival Jean Carmet. Mention spéciale du jury, Cinema Jove Valencia.
- 2011 : Northern sky de Frédéric Guelaff
- 2012 : Echo beach de Frédéric Guelaff
- 2013 : Malavita de Luc Besson
- 2013 : April come she will de Frédéric Guelaf.f
- 2015 : 1001 GRAMS de Bent Hamer
- 2015 : Les Invisibles de Akihiro Hata
- 2015 : Premier amour de  Bourlem Guerdjou
- 2016 : Le Fils de quelqu'un de Grégory Robin
- 2017 : Natural born gambler de Ayesha Carmodi
- 2017 : Royaume de Frédéric Guelaff
- 2018 : La boite rouge de Sylvie Audcoeur
- 2018 : Break de Marc Fouchard
- 2018 : Traverser la Montagne de Jean-Paul Civeyrac
- 2019 : La dernière vie de Simon de Léo Karmann
- 2021 : Particules fines de Grégory Robin. Prix Rossinante à Cortisonici, Varèse. Prix au    Cabbagetown Film Festival de Toronto.
- 2021 : Cette musique ne joue pour personne de Samuel Benchetrit
- 2024 : La Fille sur l'étagère de Philippe Saphir.

### Télévision
- 1994 : Un air de liberté d'Éric Barbier
- 1999 : Henri V captation en direct de la cour d'honneur d'Avignon, mis en scène par Jean-Louis Benoît
- 2000 : L'Amour prisonnier d'Yves Thomas
- 2000 : L'Héritière de Bernard Rapp
- 2000 : Le Pont de l'aigle de Bertrand Van Effenterre
- 2000 : Mort à répétition de Denys Granier-Deferre
- 2001 : Des nouvelles des enfants de Daniel Janneau
- 2001 : Maigret (Maigret chez le ministre) de Christian de Chalonge
- 2001 : Un mois à nous de Denys Granier-Deferre
- 2002 : Le Syndrome Korsakov de Jean-Pierre Prévost
- 2003 : Les Beaux quartiers de Benoît d'Aubert
- 2004 : Le Grand Patron de Christian Bonnet
- 2004 : Le Triporteur de Belleville de Stéphane Kurc
- 2004 : L'Aveu de Christophe barraud
- 2004 : L'Oiseau miteux de Christophe barraud
- 2004 : La Dernière Séance de Christophe Barraud
- 2004 : Fantômes en stock de Christophe Barraud
- 2005 : Les Ciseaux de Patrice Martineau
- 2005 : Explosif de  Patrice Martineau
- 2005 : Le Feu de l'amour de Patrice Martineau
- 2005 : L'Héritage de Patrice Martineau
- 2005 : Mémoire trouble d'Alexandre Pidoux
- 2005 : Le Requin jaune d'Alexandre Pidoux
- 2005 : La Corde d'Alexandre Pidoux.
- 2005-2006 : Avocats et Associés : Patrick Vieville
- 2006 : Sartre, l'âge des passions de Claude Goretta
- 2006 : Meurtre en négatif de Stéphane Kurc
- 2007 : Les Intouchables de Benoît d'Aubert
- 2007 : R.I.S Police scientifique de Christophe Barbier
- 2007 : Paris enquêtes criminelles de Dominique Tabuteau
- 2008 : Femmes de loi de Patrice Martineau.
- 2008 : La Reine et le Cardinal de Marc Rivière.
- 2009 : Un cœur mangé de Pierre Guillois, mise en scène Pierre Guillois, captation Tv Théâtre du Peuple
- 2009 : Le vernis craque de Daniel Janneau
- 2012 : Julie Lescaut de Christian Bonnet
- 2012 : La Mort de Marat (téléfilm)| de Martin Fraudreau
- 2012 :  Injustice de Benoît d'Aubert
- 2013 : Boulevard du palais de Christian Bonnet
- 2013 : Mongeville : La nuit des loups de Jacques Santamaria
- 2015 : Les Petits Meurtres d'Agatha Christie de Marc Angelo
- 2016 : Marion treize ans pour toujours de  Bourlem Guerdjou
- 2023 : Tandem de Jason Roffe.
- 2023 : Eiffel, La guerre des Tours de Matthieu Schwartz.
- 2024 : Tom et Lola de Jason Roffe.

## Théâtre
- Hamlet de William Shakespeare, mise en scène Georges Lavaudant, Comédie-Française, Théâtre Mogador.
- Splendid's de Jean Genet, mise en scène Stanislas Nordey, Théâtre Nanterre-Amandiers
- Ciment de Heiner Muller, mise en scène Stanislas Nordey, Théâtre Nanterre-Amandiers.
- Le Songe d'une nuit d'été de William Shakespeare, mise en scène Stanislas Nordey, Théâtre national de Bretagne, Théâtre Nanterre-Amandiers, Teatro Valle à Rome.
- Une nuit dans le désert de Roland Schimmelpfennig , mise en voix Christine Bernard-Sugy, Théâtre Ouvert.
- La Misère du monde de Pierre Bourdieu, mise en scène Philippe Adrien, Théâtre de la Tempête, Théâtre de l'Aquarium, Théâtre du Chaudron, Cartoucherie de Vincennes.
- En attendant Godot de Samuel Beckett, mise en scène Philippe Adrien

Tournée Mondiale : Djibouti, Éthiopie, Ouganda, Angola, Madagascar, Centrafrique, Congo, Uruguay, Kenya, Afrique du sud, Pérou, Chili, Venezuela, Allemagne, Tunisie, Maroc.
- Dali de Eric Léonard.
- Les Nageurs de Jean-Marie Piemme, Pierre Alain Chapuis, Théâtre de la Tempête.
- Les Quatre jumelles de Copi, mise en scène Daisy Amias, Théâtre de la Tempête.
- L'Héritage de Bernard-Marie Koltès, mise en scène Catherine Marnas, Théâtre de la Ville Paris.
- Mémoire en cendre , mise en scène Lisa Wurmser, Théâtre de la Tempête.
- L'Homosexuel ou la difficulté de s'exprimer de Copi, mise en scène Philippe Adrien, Théâtre national de Sarajevo, Théâtre de la Tempête. Prix d'Interprétation masculine du festival international de Sarajevo.
- Femmes, guerre, comédie de Thomas Brasch, mise en scène Catherine Marnas.
- Le Mental de l'équipe de Emmanuel Bourdieu, mise en scène Frédéric Bélier-Garcia, Théâtre de la Tempête.
- Henry V de William Shakespeare, mise en scène de Jean-Louis Benoît, cours d'honneur du Palais des papes d'Avignon.
- La Reine morte de Henry de Montherlant
- Les Quatre jumelles de Copi, mise en scène Daisy Amias, Théâtre de la Tempête.
- La Tour de la défense de Copi, mise en scène Christophe Reymond, Théâtre de la Tempête.
- Cairn d'Enzo Cormann, mise en scène Claudia Stavisky, Théâtre des Célestins, Théâtre de la Commune, Comédie de Genève
- Humanoide frigo, mise en scène Christophe Perton, Comédie de Valence
- Doux Oiseau de jeunesse de Tennessee Williams, mise en scène Philippe Adrien, Théâtre de la Madeleine.
- Victor ou les enfants au pouvoir de Roger Vitrac, mise en scène Gilles Bouillon, Nouvel Olympia
- Un cœur mangé de Pierre Guillois et Guy Bénesty, mise en scène Pierre Guillois, Théâtre du Peuple.
- Roméo et juliette de William Shakespeare, mise en scène Magalie Léris, Théâtre d'Ivry Antoine Vitez, Théâtre des Quartiers d'Ivry
- Tambours dans la nuit de Bertolt Brecht, mise en scène de Dag janneret, Théâtre des Treize Vents.
- Le Premier de Israël Horovitz, mise en scène Christophe Reymond, Théâtre Trévise.
- Les Nageurs de Jean-Marie Piemme, mise en scène Pierre Alain Chapuis.
- Le Démon blanc de John Webster, mise en scène Sandy Ouvrier.
- La Fuite à cheval très loin dans la ville de Bernard-Marie Koltès, mise en scène Jean-Pierre Garnier.
- Midi en flammes d'après Théorème de Pier Paolo Pasolini , mise en scène de Jessica Dalle, Maison Maria Casarès.
- Poison de Lot Vekemans, mise en scène de Dag Jeanneret Printemps des comédiens .
- Le Lait de Marie de Jérôme Robart.

### Metteur en scène
- Occident, de Rémi De Vos au Théâtre de verre.
- La Tour de la défense, de Copi au Théâtre de la Tempête.
- La Nuit juste avant les forêts, de Bernard-Marie Koltès, Les Riches-Claires à Bruxelles.
- Le Premier, d'Israël Horovitz au Théâtre Trévise.
- Copi non conforme, montage d'après divers textes de Copi à l'école nationale supérieure d'art dramatique de Montpellier.

## Radio

### France Culture
- Mensonges blues et le nouveau tigre de Noel Simsolo,Réalisation : Pascal Deux.
- L'écho des ténèbres de Noel Simsolo,Réalisation : Pascal Deux.
- La bête immonde de Noel Simsolo,Réalisation : Pascal Deux.
- De l'autre coté de l 'enfer de Noel Simsolo,Réalisation : Pascal Deux.
- Millénium, La reine dans le palais des courants d'air de Stieg Larsson pour France Culture 15 épisodes, il interprète Mikael Blomkvist, Réalisation : Sophie-Aude Picon.
- La revanche de  Michèle Santeramo  En Direct du studio 106 de la Maison de la Radio, Réalisation : Baptiste Guitton.
- Doppelgänger de Tarik Noui Réalisation : Benjamin Abitan.
- Millénium, la fille qui rêvait d'un bidon d'essence de Stieg Larsson pour France Culture 15 épisodes, il interprète Mikael Blomkvist, Réakisation François Christophe.
- Millénium, les hommes qui n'aimaient pas les femmes de Stieg Larsson pour France Culture 15 épisodes, il interprète Mikael Blomkvist, Réalisation : François Christophe.
- Le contraire de la mort de Roberto Saviano  pour France Culture, Réalisation : François Christophe.
- Tendre est la nuit de Francis Scott Fitzgerald, en direct du musée Calvet. Festival d'Avignon pour France Culture, Réalisation : Christine Bernard-Sugy.
- Les Thibault de Roger Martin du Gard 60 épisodes  pour France Culture, Réalisation : Christine Bernard-Sugy, (il interprète Jacques Thibault).
- Incendies de Wajdi Mouawad en direct du  Théâtre de Malakov pour France Culture, Réalisation ; Christine Bernard-Sugy.
- Percolateur blues de Fabrice Melquiot pour France Culture, Réalisation : Christine Bernard-Sugy.

### France Inter
- Loin, de Sélime Azazzi pour France Inter Réalisation : Juliette Heynmann.
- Le juge et la putain, pour France Inter Réalisation : Pascal Deux.
- Le retour du fils, pour France Inter Réalisation : Christine Bernard-sugy.
- Marilyn Cursum Perficio, ici s’achève mon chemin , de Vincent Hazard, Réalisation : Benjamin Abitan.
- Crime passionnel, de Guillaume Bureau, Réalisation : Christine renard-Sugy.
- Une tête qui me dit quelque chose , de Daniel Martin Borret , Réalisation : Christine Bernard-sugy.
- La main assassine, de Caroline Leforestier, Réalisation : Christine Bernard-sugy.
- D'une cassette l'autre , de François Perache, Réalisation : Cédric Aussir.
- Pierre Brossolette : le soutier de la gloire, Réalisation : Pascal Deux.
- Quand on parle du Loup , de Jacques Chaussepied, Réalisation : Christine Bernard-Sugy.
- Victor Lustig, l'homme qui a vendu la Tour Eiffel, de Charles Haquet et Bernard Halanne, Réalisation : François Christophe.

## Livres audio
- De nos frères blessés, de  Joseph Andras, prix Goncourt du premier roman.
- Les salauds devront payer, de Emmanuel Grand, Audiolib.
- La Renverse, de Olivier Adam, CDL Éditions.
- L'Inconnu dans la maison, de Georges Simenon aux Éditions Gallimard.
- Des souris et des hommes, de John Steinbeck aux Éditions Gallimard.

## Doublage
- 2024 : Final Fantasy VII Rebirth : voix additionnelles

## Distinctions
- 1997 : Prix d'interprétation masculine du Festival International de Sarajevo pour L'Homosexuel ou la difficulté de s'exprimer de Copi, mis en scène par Philippe Adrien.